# 名古屋市立志段味東小学校
名古屋市立志段味東小学校（なごやしりつ しだみひがししょうがっこう）は、愛知県名古屋市守山区上志段味にある公立小学校。

## 校区
- 上志段味の一部と中志段味が校区であり、公立中学校の進学先は名古屋市立志段味中学校である[1]。

## 沿革
元は名古屋市立志段味西小学校と同じ、1873年（明治6年）に設置された時習学校である。
- 1873年（明治6年）5月 - 中志段味村に時習学校が開校する。
- 1881年（明治14年）11月 - 下志段味村に移転し、下志段味学校に改称する。
- 1887年（明治20年） - 尋常小学下志段味学校に改称する。
- 1889年（明治22年）10月1日 - 上志段味村、中志段味村、下志段味村、吉根村が合併し、志談村が発足。
- 1892年（明治25年）
  - 4月 - 下志段味尋常小学校に改称する。
  - 10月24日 - 旧・上志段味村が分立し、上志段味村が発足。
- 1893年（明治26年）
  - 4月 - 志段尋常小学校に改称する。
  - 7月10日 - 上志段味村が志段尋常小学校から離脱し、上志段尋常小学校を設置する。
- 1906年（明治39年）7月16日 - 上志段味村と志談村が合併し、志段味村が発足する。
- 1912年（大正元年）11月3日 - 志段味村の学校の再編により、志段尋常小学校の一部とと上志段味尋常小学校を統合し、校区を再編。志段味東尋常小学校となる。
- 1921年（大正9年）7月1日 - 高等科を設置し、志段味東尋常高等小学校に改称する。
- 1941年（昭和16年）4月1日 - 志段味東国民学校に改称する。
- 1947年（昭和22年）4月1日 - 志段味村立志段味東小学校に改称する。
- 1954年（昭和29年）6月1日 - 守山町に志段味村が編入され市制施行。守山市となる。同時に守山市立志段味東小学校に改称する。
- 1963年（昭和38年）2月15日 - 守山市が名古屋市に編入される。同時に名古屋市立志段味東小学校に改称する。
- 2013年（平成25年） - 校舎を全面改築する。
- 2021年（令和3年）4月 - 校区の一部を新設の名古屋市立上志段味小学校に分離。

## 交通アクセス
- ゆとりーとライン「上志段味」バス停より徒歩約5分。
- 名古屋市営バス藤丘12号系統「上志段味」バス停より徒歩約5分。

## 著名な出身者
- 鎌倉安男（元名古屋市議会議員）
- 川本大幽（書道家）
- 山口博司（医工学研究者）
- 水城あやの（タレント）
- 水野宗徳（放送作家・脚本家・小説家）